# هیروکی یاسوموتو
هیروکی یاسوموتو (انگلیسی: Hiroki Yasumoto؛ زادهٔ ۱۶ مارس ۱۹۷۷) صداپیشه، و بازیگر اهل ژاپن است. وی از سال ۲۰۰۳ میلادی تاکنون مشغول فعالیت بوده‌است.